# نقض (فلسفه)

Graham's Hierarchy of Disagreement-en

نقض (به انگلیسی: refutation) عبارت است از اقامه برهان بر بطلان دعوی

## اعتراض
نقض چیزی قوی‌تر از اعتراض (Objection) است.
زیرا اعتراض، نشان دادن خللی است که در مقدمات دلیل است، به نحوی که بتوان از قبول دعوی ممانعت کرد.
در حالی که نقض عبارت است از رد نهایی دعوی.
نقض در لغت به معنی شکستن است و در اصطلاح عبارت است از «بیان تخلف حکمی که ثبوت آن مورد ادعاست، یا نفی استناد حکم به دلیلی که به نحوی مبتنی بر آن است.

## نقض اجمالی
اگر این رد و انکار، از طریق منع بعضی مقدمات دلیل، به نحو اجمالی و خلاصه، انجام شود، آن را نقض اجمالی گویند؛ زیرا نتیجه این نقض فقط انکار بعضی مقدمات دلیل به نحو اجمالی است.

### نقض تفصیلی
اما اگر رد و انکار به نحو کلی و مستند به سند قطعی باشد، نقض تفصیلی نامیده می‌شود؛ زیرا چنین نقضی با مقدمات معین بیان شده‌است.» (تعریفات جرجانی)